# Kanurennsport-Weltmeisterschaften 2018
Die 44. Kanurennsport-Weltmeisterschaften fanden vom 22. bis 26. August 2018 in der portugiesischen Stadt Montemor-o-Velho statt.
Veranstaltet wurden die Weltmeisterschaften vom Internationalen Kanuverband (ICF), Austragungsort war das Centro de Alto Rendimento des portugiesischen Kanuverbandes Federação Portuguesa de Canoagem, das Centro Náutico de Montemor-o-Velho.
Es wurden 30 Wettbewerbe in den Disziplinen Canadier und Kajak ausgetragen. Die Distanzen der Regatten betrugen 200, 500 und 1000 m. Paracanoe gehörte erneut zum offiziellen Wettkampfprogramm. Es nahmen ca. 850 Athleten aus 66 Nationen teil, davon 150 Paracanoer.

## Wettbewerbe

### Männer
| Bootsklasse       | Gold                                                                  | Gold          | Silber                                                                 | Silber        | Bronze                                                                | Bronze        |
| Canadier          | Canadier                                                              | Canadier      | Canadier                                                               | Canadier      | Canadier                                                              | Canadier      |
| ----------------- | --------------------------------------------------------------------- | ------------- | ---------------------------------------------------------------------- | ------------- | --------------------------------------------------------------------- | ------------- |
| C-1 200 m Details | Arzjom Kosyr                                                          | 39,810 s      | Iwan Schtyl                                                            | 39,970 s      | Henrikas Žustautas                                                    | 40,043 s      |
| C-1 500 m Details | Isaquias Queiroz                                                      | 1:49,203 min  | Sebastian Brendel                                                      | 1:49,496 min  | Martin Fuksa                                                          | 1:50,143 min  |
| C-1 1000 m        | Sebastian Brendel                                                     | 3:48,390 min  | Martin Fuksa                                                           | 3:49,625 min  | Isaquias Queiroz                                                      | 3:50,190 min  |
| C-1 5000 m        | Sebastian Brendel                                                     | 23:40,857 min | Fernando Jorge                                                         | 23:46,646 min | Kirill Schamschurin                                                   | 24:09,504 min |
| C-2 200 m         | BelarusHleb Saladucha Dsjanis Machlaj                                 | 37,646 s      | PolenMichał Łubniewski Arsen Śliwiński                                 | 37,816 s      | RusslandIwan Schtyl Alexander Kowalenko                               | 37,993 s      |
| C-2 500 m         | BrasilienIsaquias Queiroz Erlon Silva                                 | 1:40,043 min  | RusslandIwan Schtyl Wiktor Melantjew                                   | 1:41,590 min  | PolenMichał Łubniewski Arsen Śliwiński                                | 1:41,787 min  |
| C-2 1000 m        | DeutschlandPeter Kretschmer Yul Oeltze                                | 3:38,207 min  | KubaSerguey Torres Fernando Jorge                                      | 3:39,462 min  | RusslandIlja Perwuchin Kirill Schamschurin                            | 3:40,647 min  |
| C-4 500 m         | RusslandPawel Petrow Wiktor Melantjew Michail Pawlow Iwan Schtyl      | 1:35,606 min  | UkraineJurij Wandjuk Oleh Borowyk Andrij Rybatschok Eduard Schemetylo  | 1:36,726 min  | ItalienDaniele Santini Sergiu Craciun Nicolae Craciun Luca Incollingo | 1:37,196 min  |
| Kajak             |                                                                       |               |                                                                        |               |                                                                       |               |
| K-1 200 m         | Carlos Garrote                                                        | 35,259 s      | Artūras Seja                                                           | 35,366 s      | Jewgeni Lukanzow                                                      | 35,512 s      |
| K-1 500 m         | Josef Dostál                                                          | 1:37,905 min  | Tom Liebscher                                                          | 1:38,912 min  | Bence Nádas                                                           | 1:39,516 min  |
| K-1 1000 m        | Fernando Pimenta                                                      | 3:27,666 min  | Max Rendschmidt                                                        | 3:28,391 min  | Josef Dostál                                                          | 3:29,177 min  |
| K-1 5000 m        | Fernando Pimenta                                                      | 21:42,196 min | René Holten Poulsen                                                    | 21:43,723 min | Javier Hernanz                                                        | 21:46,565 min |
| K-2 200 m         | UngarnBalázs Birkás Márk Balaska                                      | 31,873 s      | SpanienCristian Toro Saúl Craviotto                                    | 32,133 s      | SerbienMarko Novaković Nebojša Grujić                                 | 32,156 s      |
| K-2 500 m         | RusslandWladislaw Blinzow Artjom Kusachmetow                          | 1:30,666 min  | SerbienVladimir Torubarov Stefan Vekić                                 | 1:30,953 min  | LitauenAndrej Olijnik Ričardas Nekriošius                             | 1:31,449 min  |
| K-2 1000 m        | DeutschlandMarcus Groß Max Hoff                                       | 3:15,797 min  | SpanienÍñigo Peña Francisco Cubelos                                    | 3:16,617 min  | SerbienMilenko Zorić Marko Tomićević                                  | 3:17,407 min  |
| K-4 500 m         | DeutschlandTom Liebscher Ronald Rauhe Max Rendschmidt Max Lemke       | 1:20,056 min  | SpanienRodrigo Germade Cristian Toro Saúl Craviotto Rivero Marcus Walz | 1:20,423 min  | UngarnIstván Kuli Miklós Dudás Péter Molnár Sándor Tótka              | 1:21,480 min  |
| K-4 1000 m        | DeutschlandLukas Reuschenbach Jacob Schopf Jakob Thordsen Tamás Gecső | 2:57,947 min  | SlowakeiGábor Jakubík Erik Vlček Juraj Tarr Samuel Baláž               | 2:58,914 min  | SpanienÍñigo Peña Pelayo Roza Rubén Millán Francisco Cubelos          | 2:59,341 min  |

### Frauen
| Bootsklasse | Gold                                                        | Gold          | Silber                                                          | Silber        | Bronze                                                                     | Bronze        |
| Canadier    | Canadier                                                    | Canadier      | Canadier                                                        | Canadier      | Canadier                                                                   | Canadier      |
| ----------- | ----------------------------------------------------------- | ------------- | --------------------------------------------------------------- | ------------- | -------------------------------------------------------------------------- | ------------- |
| C-1 200 m   | Laurence Vincent-Lapointe                                   | 45,567 s      | Olessja Romassenko                                              | 46,242 s      | Dorota Borowska                                                            | 46,812 s      |
| C-1 200 m   | Laurence Vincent-Lapointe                                   | 45,567 s      | Olessja Romassenko                                              | 46,242 s      | Alena Nasdrowa                                                             | 46,812 s      |
| C-1 500 m   | Xenija Kuratsch                                             | 2:10,752 min  | Alena Nasdrowa                                                  | 2:11,631 min  | Katie Vincent                                                              | 2:12,148 min  |
| C-1 5000 m  | Laurence Vincent-Lapointe                                   | 27:43,020 min | Annika Loske                                                    | 27:52,541 min | María Mailliard                                                            | 27:59,547 min |
| C-2 200 m   | BelarusAlena Nasdrowa Kamila Bobr                           | 45,234 s      | PolenSylwia Szczerbińska Dorota Borowska                        | 46,158 s      | RusslandXenija Kuratsch Olessja Nikiforowa                                 | 46,668 s      |
| C-2 500 m   | KanadaKatie Vincent Laurence Vincent-Lapointe               | 1:56,395 min  | UngarnKincső Takács Virág Balla                                 | 1:58,632 min  | BelarusOlga Klimawa Nadseja Makartschanka                                  | 2:00,485 min  |
| Kajak       |                                                             |               |                                                                 |               |                                                                            |               |
| K-1 200 m   | Lisa Carrington                                             | 38,821 s      | Emma Jørgensen                                                  | 40,548 s      | Linnea Stensils                                                            | 40,585 s      |
| K-1 500 m   | Danuta Kozák                                                | 1:47,254 min  | Lisa Carrington                                                 | 1:47,984 min  | Wolha Chudsenka                                                            | 1:48,724 min  |
| K-1 1000 m  | Dóra Bodonyi                                                | 4:02,892 min  | Lizzie Broughton                                                | 4:03,927 min  | Bridgitte Hartley                                                          | 4:04,017 min  |
| K-1 5000 m  | Lizzie Broughton                                            | 24:01,737 min | Maryna Litwintschuk                                             | 24:12,014 min | Jenny Egan                                                                 | 24:15,075 min |
| K-2 200 m   | DeutschlandTina Dietze Franziska Weber                      | 37,445 s      | NeuseelandAimee Fisher Kayla Imrie                              | 37,508 s      | UkraineAnastassija Horlowa Marija Kitschassowa-Skoryk                      | 37,993 s      |
| K-2 500 m   | UngarnDanuta Kozák Anna Kárász                              | 1:43,065 min  | NeuseelandCaitlin Ryan Lisa Carrington                          | 1:43,088 min  | DeutschlandSteffi Kriegerstein Jasmin Fritz                                | 1:45,589 min  |
| K-2 1000 m  | UngarnErika Medveczky Tamara Csipes                         | 3:39,811 min  | PolenPaulina Paszek Justyna Iskrzycka                           | 3:43,758 min  | DeutschlandMelanie Gebhardt Sarah Brüßler                                  | 3:45,091 min  |
| K-4 500 m   | UngarnDóra Bodonyi Erika Medveczky Danuta Kozák Anna Kárász | 1:33,761 min  | NeuseelandAimee Fisher Caitlin Ryan Kayla Imrie Lisa Carrington | 1:33,771 min  | PolenKatarzyna Kołodziejczyk Anna Puławska Helena Wiśniewska Karolina Naja | 1:34,568 min  |

## Medaillenspiegel

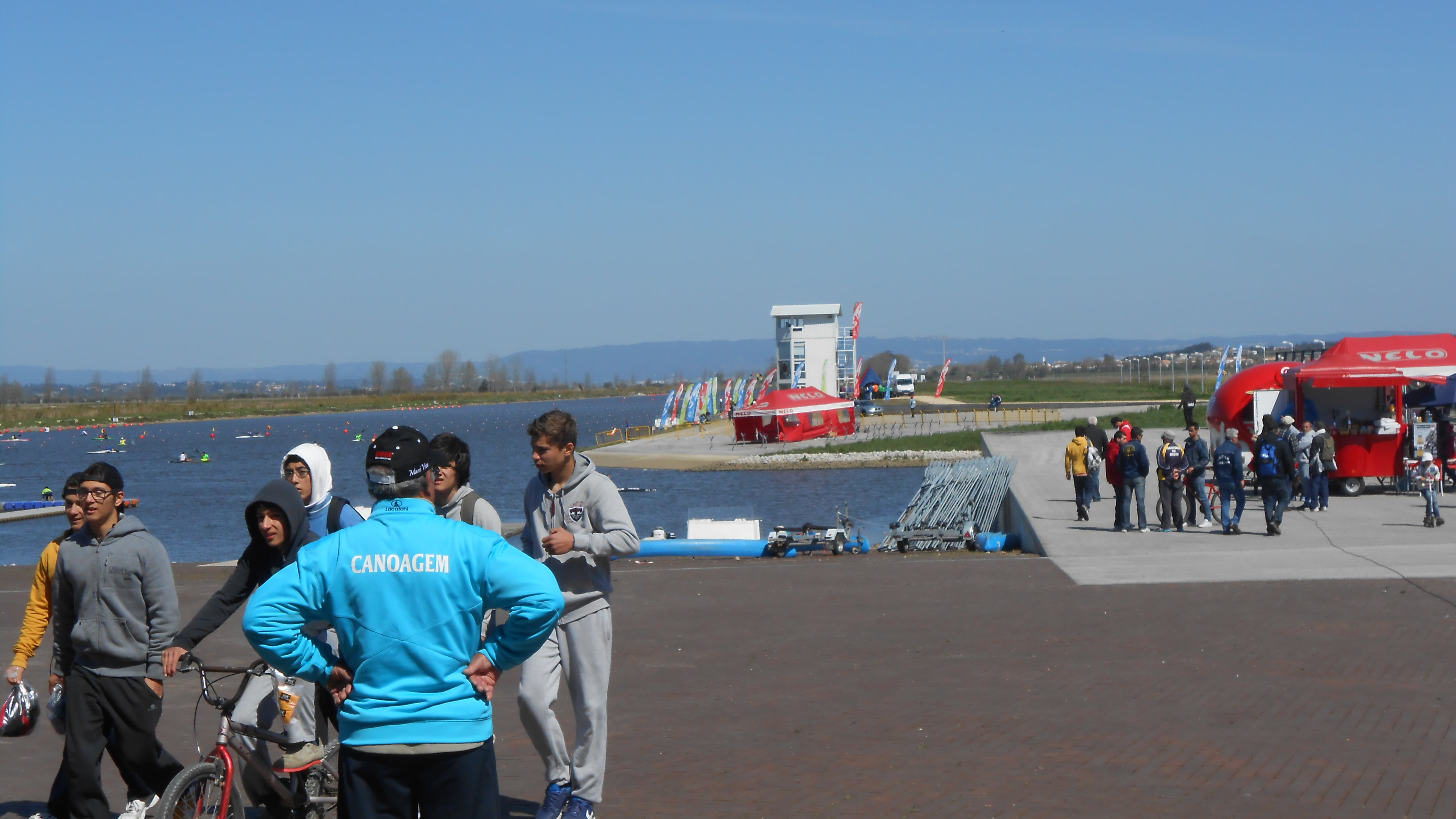
Nachwuchs-Training im Centro Náutico de Montemor-o-Velho (2013), Austragungsort der Kanu-WM 2018

| Rang   | Nation                 | Gold | Silber | Bronze | Gesamt |
| ------ | ---------------------- | ---- | ------ | ------ | ------ |
| 1      | Deutschland            | 7    | 4      | 2      | 13     |
| 2      | Ungarn                 | 6    | 1      | 2      | 9      |
| 3      | Russland               | 3    | 3      | 5      | 11     |
| 4      | Belarus                | 3    | 2      | 3      | 8      |
| 5      | Kanada                 | 3    | –      | 1      | 4      |
| 6      | Brasilien              | 2    | –      | 1      | 3      |
| 7      | Portugal               | 2    | –      | –      | 2      |
| 8      | Neuseeland             | 1    | 4      | –      | 5      |
| 9      | Spanien                | 1    | 3      | 2      | 6      |
| 10     | Tschechien             | 1    | 1      | 2      | 4      |
| 11     | Vereinigtes Königreich | 1    | 1      | –      | 2      |
| 12     | Polen                  | –    | 3      | 3      | 6      |
| 13     | Kuba                   | –    | 2      | –      | 2      |
| 13     | Dänemark               | –    | 2      | –      | 2      |
| 15     | Serbien                | –    | 1      | 2      | 3      |
| 15     | Litauen                | –    | 1      | 2      | 3      |
| 17     | Ukraine                | –    | 1      | 1      | 2      |
| 18     | Slowakei               | –    | 1      | –      | 1      |
| 19     | Italien                | –    | –      | 1      | 1      |
| 19     | Schweden               | –    | –      | 1      | 1      |
| 19     | Südafrika              | –    | –      | 1      | 1      |
| 19     | Chile                  | –    | –      | 1      | 1      |
| 19     | Irland                 | –    | –      | 1      | 1      |
| Gesamt | Gesamt                 | 30   | 30     | 31     | 91     |